# Карадахская теснина
Карада́хская тесни́на — теснина (ущелье) на территории Республики Дагестан, Россия. Является действующим памятником природы регионального значения.

## Общие сведения
Теснина расположена в зоне прохождения реки Квартах в Гунибском районе села Карадах Дагестана. Ширина теснины составляет около 2-4 метров, а максимальная высота местами достигает 170 метров.
Питание реки Квартах дождевое. Характерны бурные паводки. В частности, на бортах теснины можно наблюдать следы грязевых потоков на высоте 5-6 м выше дна теснины. Данная особенность приводит к тому, что посещать теснину надо в строго определенное время с соблюдением правил безопасности.

## Геология
Карадахская теснина расположена в зоне прохождения реки Квартах Хиндахской антиклинали. Теснина образована из трех слоев известняка, который чередуется с пластами глинистых сланцев и по этим пластам идет активная эрозия. Известняк светло-желтого цвета, монолитный, практически без трещин. Непосредственно в основании мощной толщи известняков залегают слои глинистых сланцев. Некоторые из этих пластов имеют высокое содержание органики и являются горючими сланцами. Отсюда произошло и одно из названий теснины — Сланцевая. Глубина вреза участков теснины — 30 м для внешнего, 15 м для центрального и 80 м для внутреннего участка. Дно теснины находится на отметках 800—850 м. Стены теснины местами сужаются до 2-4 метров.

## Флора и фауна
Склоны Карадахской теснины почти лишены растительности. Кое-где могут встречаться небольшие участки, заросшие мхом, также встречаются некоторые виды папоротников (костенец волосовидный, костенец рута постенная), постенница иудейская, а у вершины — розетки колокольчика повислого.
По боковым склонам теснины растет низкоствольный лес, кавказским грабом, кленом полевым. Из кустарников встречается шиповник, барбарис, бузина черная, держидерево, а по пойме реки — облепиха. Для травяного покрова характерны типичные злаки: пырей стройный, житняк гребневидный. В верхней части склонов встречается шалфей седоватый, дубровник обыкновенный, полынь ромашколистная.
Пресмыкающиеся имеют более богатый видовой состав. В самом ущелье и в окрестностях встречается кавказская агама, прыткая, полосатая и дагестанская ящерицы, обыкновенный и водяные ужи.
На территории и по окрестностям памятника из орнитофауны можно встретить много дневных хищных птиц — бородач, стервятник, белоголовый сип, черный гриф, беркут, канюк, сапсан. Из курообразных характерен кеклик, из совообразных филин, серая неясыть, домовой сыч и сплюшка. Много сизых голубей, белобрюхих и чёрных стрижей, скальных и городских ласточек.
Из млекопитающих по склонам и вдоль долины встречаются волк, лисица, заяц-русак, барсук, каменная куница, ласка.
Из растений и животных, занесенных в Красные книги России и Дагестана, в пределах памятника природы встречается 3 вида высших растений, 7 видов насекомых, 2 вида пресмыкающихся, 8 видов птиц и 1 вид млекопитающих.

## Туризм
Карадахская теснина выступает широко известной туристической достопримечательностью Дагестана. Сюда приезжают любители пешего и горного отдыха.

## Фотографии

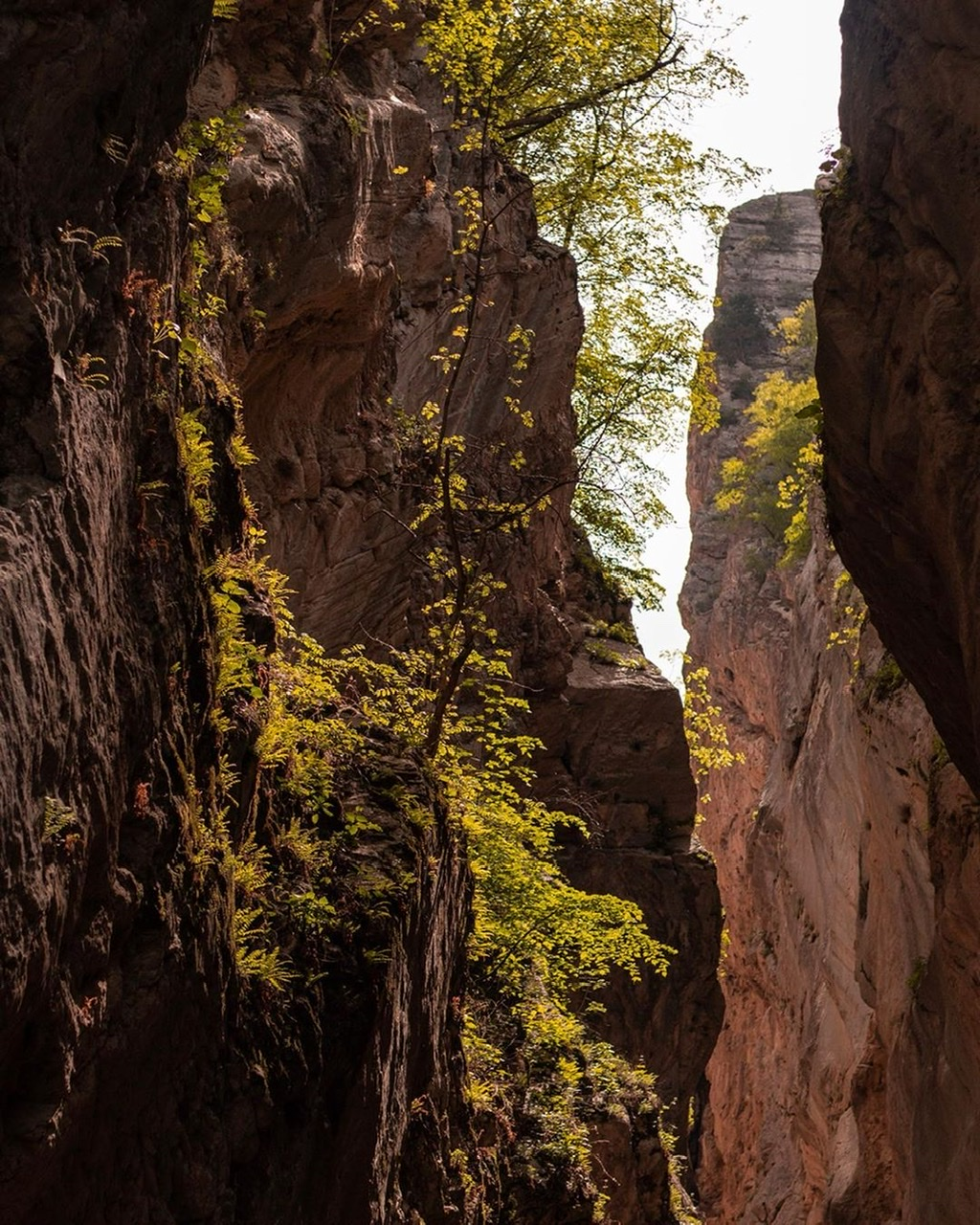
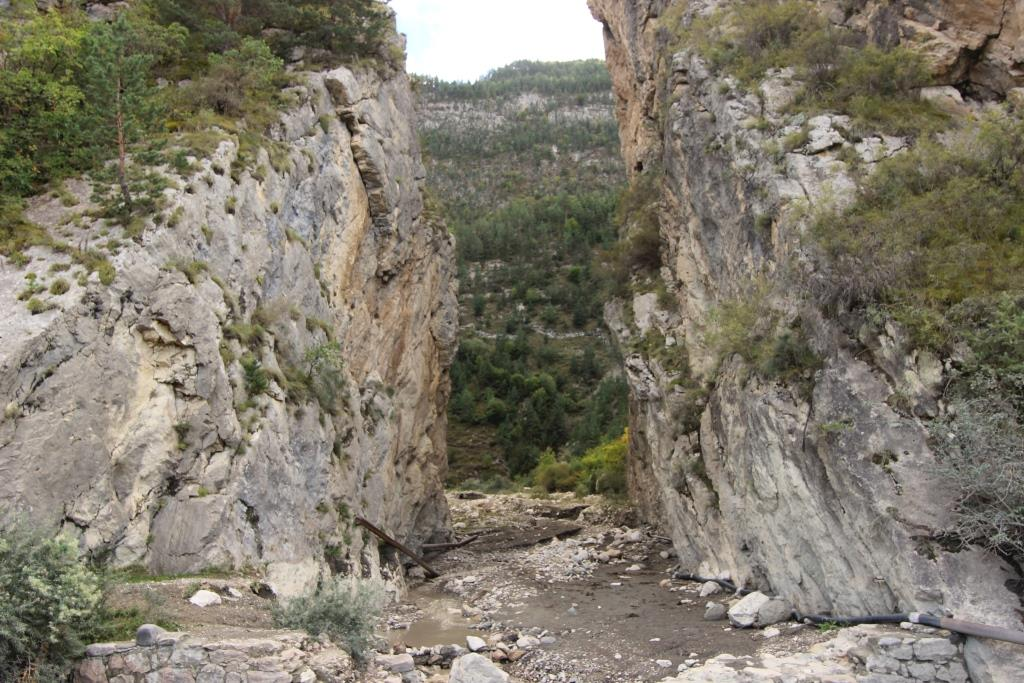
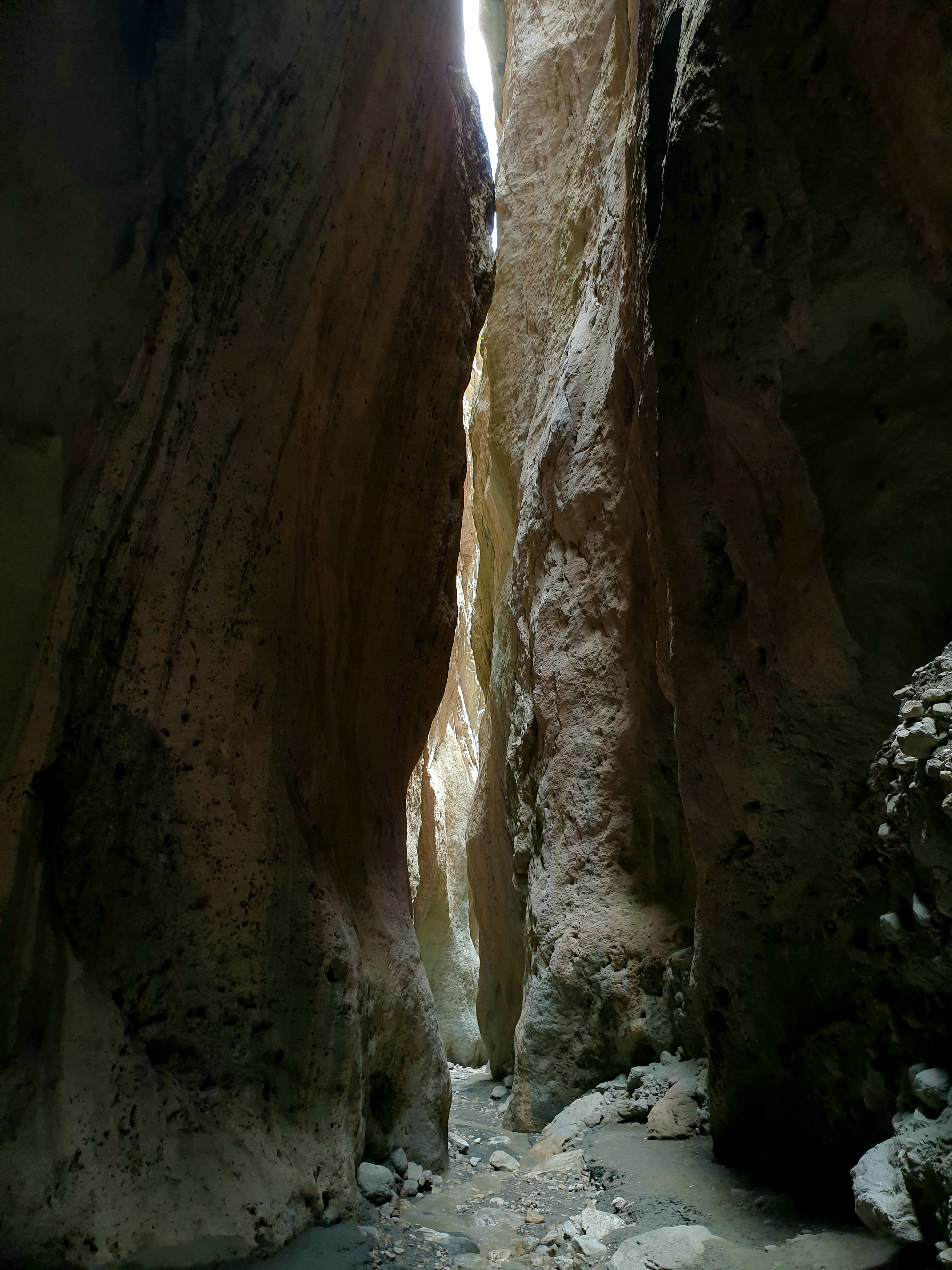
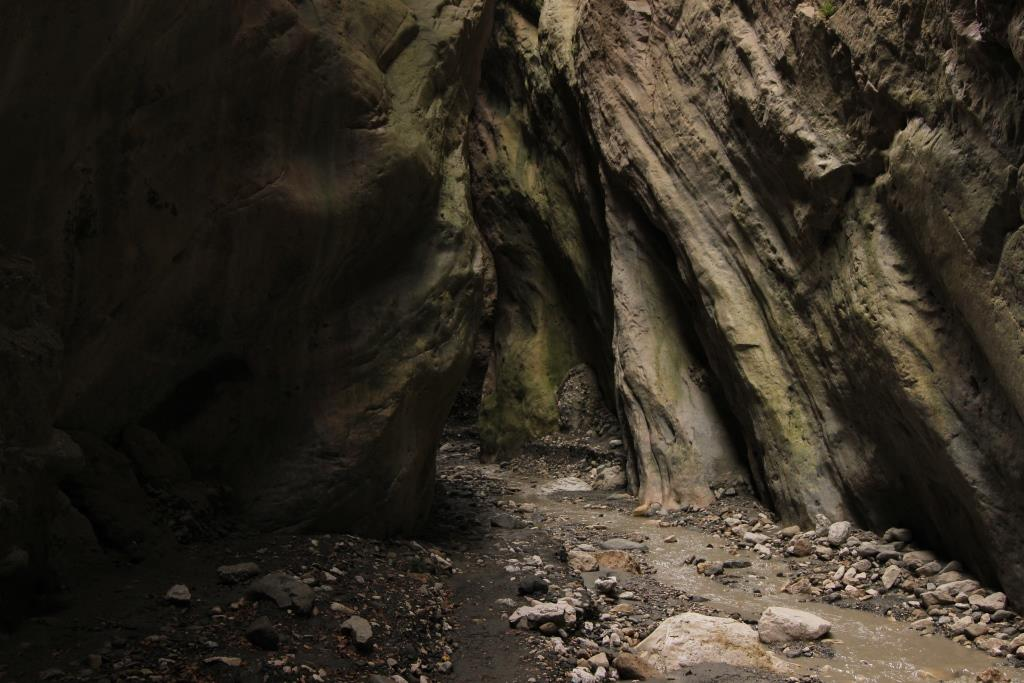